# Federalist-Artikel Nr. 58

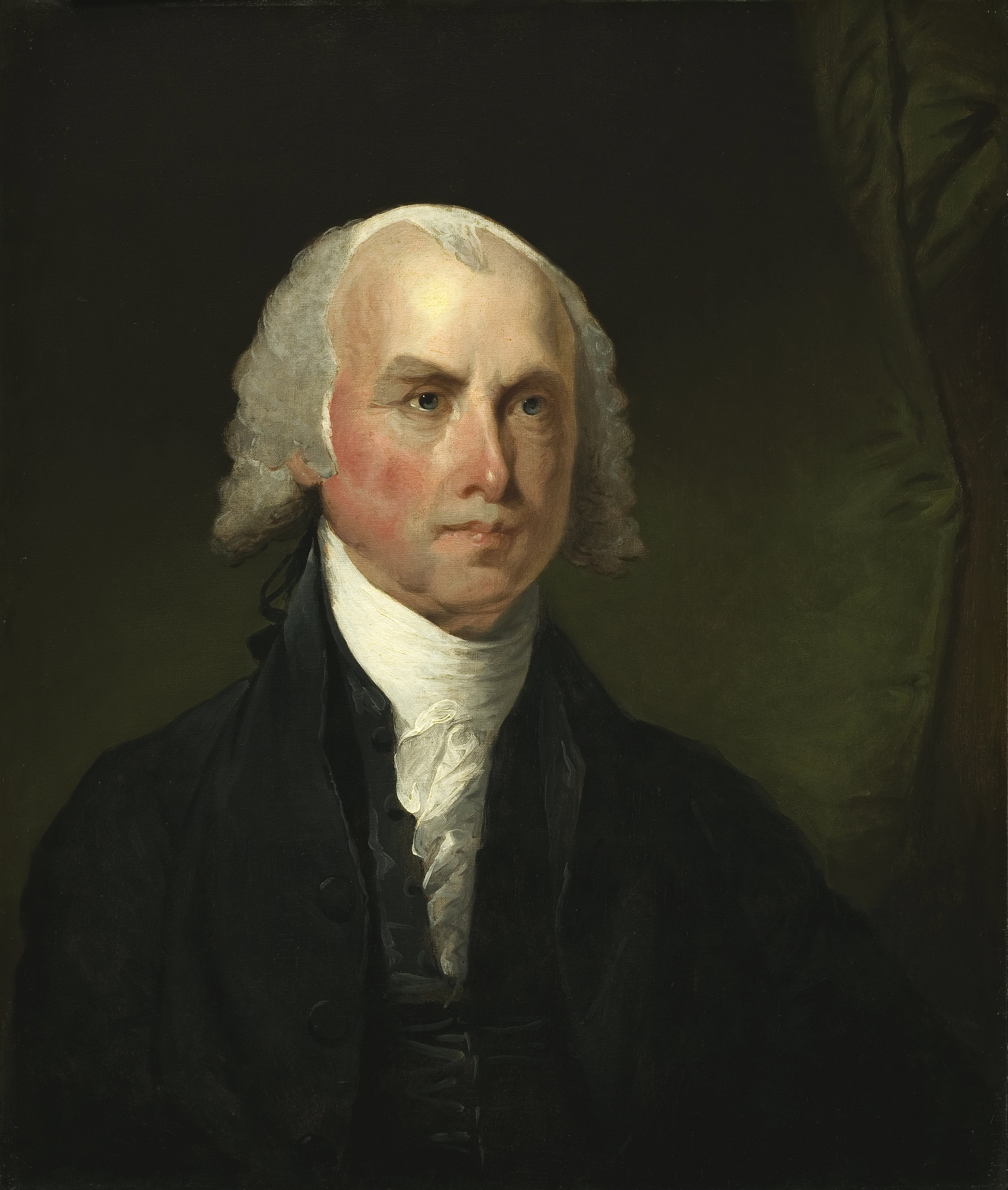
James Madison, Porträt von Gilbert Stuart, ca. 1821

Der Federalist-Artikel Nr. 58 ist einer der von James Madison, einem der Gründerväter der Vereinigten Staaten, verfassten Essays aus einer Reihe von 85 Aufsätzen, die 1787/88 in den Zeitungen Independent Journal, New York Packet und Daily Advertiser erschienen und unter dem Namen Federalist Papers gesammelt veröffentlicht wurden.
Artikel Nr. 58 erschien am 20. Februar 1788 unter dem Titel Zum Einwand, dass die Zahl der Mitglieder nicht entsprechend der Zunahme der Bevölkerung vergrößert wird (Objection that the number of members will not be augmented as the progress of population demands considered) im Independent Journal unter dem Pseudonym „Publius“.
Inhaltlich befasst sich der Artikel mit der parlamentarischen Repräsentation der Wähler und Bundesstaaten: Der Verfassungskonvent hatte sich im Connecticut-Kompromiss auf ein Zweikammersystem geeinigt. Im Sinne des Konzepts der Checks and Balances sollte im Repräsentantenhaus die Bevölkerungszahl der einzelnen Bundesstaaten das entsprechende politische Gewicht erhalten, indem für je 30.000 Wähler ein Abgeordneter entsandt wurde. Im Senat dagegen war jeder Bundesstaat mit zwei Senatoren vertreten; die Stimmen kleinerer und größerer Staaten sollten in dieser Kammer somit gleiches Gewicht erhalten.

## Abgeordnetenzahl im Repräsentantenhaus

### Anpassung an die Bevölkerungszahl
In den Federalist-Artikeln 52 bis 58 beschäftigt sich Madison mit dem zukünftigen Repräsentantenhaus der Vereinigten Staaten; Artikel 58 geht genauer auf die Zahl der Abgeordneten ein, ihre Anpassung an sich verändernde Bevölkerungsverhältnisse, und – als verfassungsgeschichtliches Novum – ihre mögliche und notwendige Beschränkung. Madison zeigt zunächst auf, dass die Verfassung ausreichende Vorkehrungen getroffen habe, die Abgeordnetenzahl zukünftig proportional der Wählerstimmen anzupassen.

### Notwendige Beschränkung
Madison führt im Federalist 58 aus, dass eine größere Repräsentantenzahl nicht dazu führen muss, dass der tatsächliche Mehrheitswille sich äußert und im Parlamentsbeschluss zum Tragen kommt. Im Gegenteil, je größer die Versammlung sei, desto größer auch die Gefahr, dass einzelne Personen die Meinung der Versammlung auf eine Weise manipulierten, die einer Monarchie oder Diktatur nahe komme:

“[T]he larger the number, the greater will be the proportion of members of limited information and of weak capacities. Now, it is precisely on characters of this description that the eloquence and address of the few are known to act with all their force. In the ancient republics, where the whole body of the people assembled in person, a single orator, or an artful statesman, was generally seen to rule with as complete a sway as if a sceptre had been placed in his single hand. On the same principle, the more multitudinous a representative assembly may be rendered, the more it will partake of the infirmities incident to collective meetings of the people.”

„Je größer die Zahl, desto größer wird auch die Zahl der Abgeordneten mit begrenztem Wissen und geringen Fähigkeiten sein. Und gerade bei Menschen dieses Schlags entwickeln Beredsamkeit und Geschick der Wenigen bekanntermaßen ihre volle Stärke. In den Republiken der Antike, wo sich das ganze Volk persönlich versammelte, konnte man gemeinhin beobachten, wie ein einzelner Redner oder ein geschickter Staatsmann mit ebenso umfassender Macht herrschte, als habe man ihm ganz allein das Szepter übergeben. Aufgrund desselben Prinzips wird eine gesetzgebende Versammlung, je größer sie ist, umso mehr an den Gebrechen leiden, an denen kollektive Versammlungen des Volkes kranken.“

Deshalb sei es notwendig, die Zahl der Repräsentanten so zu beschränken, dass ausreichend viele zur Verfügung stünden, „um Sicherheit, lokale Informationen und eine weit gestreute Übereinstimmung mit der gesamten Gesellschaft zu sichern.“ Jede weitere Erhöhung der Personenzahl lasse das Regierungssystem demokratischer scheinen, „doch die Seele, die es belebt, wäre oligarchischer. Der Apparat wäre größer geworden, doch umso weniger und häufig umso verdeckter wären die Triebfedern, die die Richtung für all seine Bewegungen bestimmten.“

## Moderne Rezeption
Aus moderner Sicht sehen sowohl die Verfassung selbst als auch die Federalist-Artikel Nummer 52 bis 58 das Repräsentantenhaus als bedeutendsten Arm innerhalb der Regierung der Vereinigten Staaten. Louis Fisher (2014) wies hierzu besonders auf die in Nr. 58 vorgebrachten Argumente hin. Der politischen Ordnung zugrunde liegt das grundsätzliche Problem, wie eine Regierung mit ausreichender Autorität und Durchsetzungsfähigkeit einerseits mit dem Erhalt der allgemeinen und individuellen Freiheit andererseits zu vereinbaren ist. Dies ist möglich durch ein Regierungssystem, welches „die Rechte anderer Bürger“ mit den „dauerhaften und gesammelten Interessen der Gemeinschaft“ in Einklang bringt. Nach Weiner (2014) sieht im Rahmen der Federalist Papers vor allem Artikel Nr. 58 eine Lösung des Problems in der Treue der Regierung zum fundamentalen Prinzip der Mehrheitsherrschaft. Die Herausforderung, „die Mehrheitsherrschaft innerhalb der Grenzen eines Mehrheitssystems zu disziplinieren“ hätten die Autoren der Federalist Papers so gelöst, dass sie als „Antriebskraft der Regierung eine Legislative eingerichtet“ hätten, welche „als Einrichtung zu Beratungen neigt und Verzögerungen als Reifeprozess nutzt, die Leidenschaften der Masse zerstreut und den Menschen ermöglicht, ihre langfristigen Interessen über ihre unmittelbaren Gelüste zu stellen.“